# Viby säteri

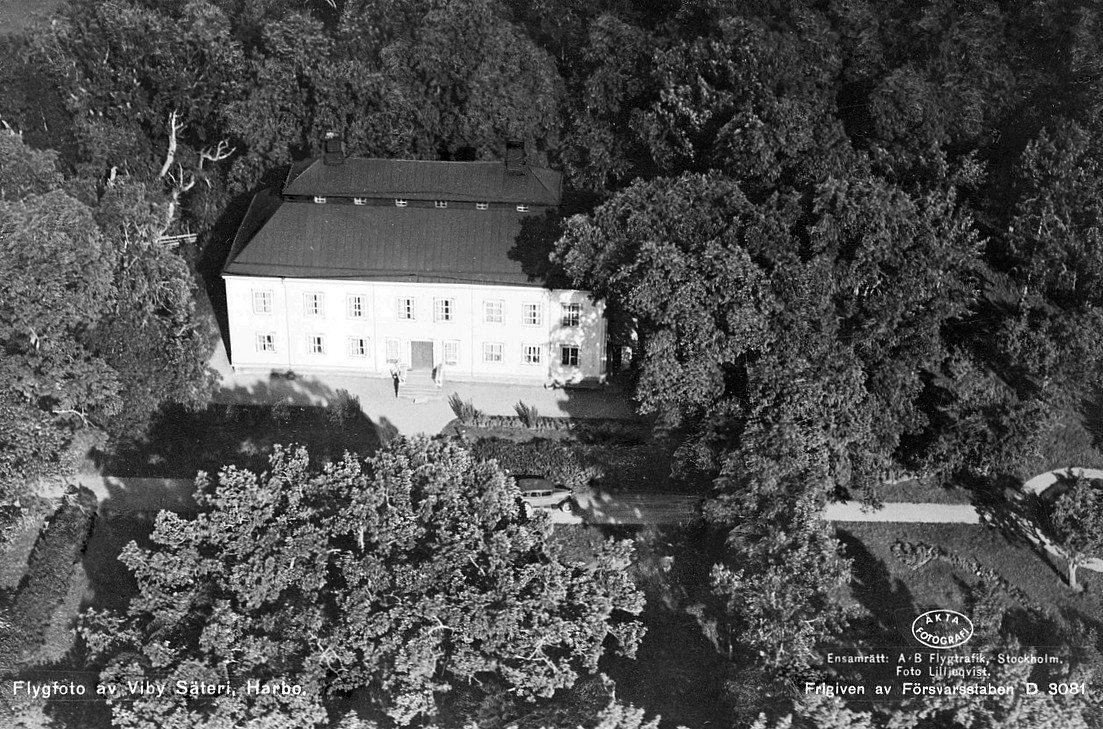
Viby säteriets huvudbyggnad 1936.

Viby säteri är en herrgård och ett tidigare säteri som ligger i Harbo socken strax sydost om Harbo tätort i Heby kommun. Nuvarande corps-de-logi är uppförd på 1600-talet, men den har ändrats mycket under årens lopp. Byggnaden fick panel och nuvarande utseende i början av 1800-talet. Vid mitten av 1700-talet hade nuvarande huvudbyggnad en våning mindre, och flygelbyggnader. Källarna under huset är troligen från tidigt 1600-tal.
Norr om säteriet finns en damm, där enligt traditionen en präst som klagat över Vibyherrarnas okristliga leverne skall ha dränkts i början av 1800-talet. Vid Harboån finns en kvarnbyggnad från sent 1800-tal.

## Historik

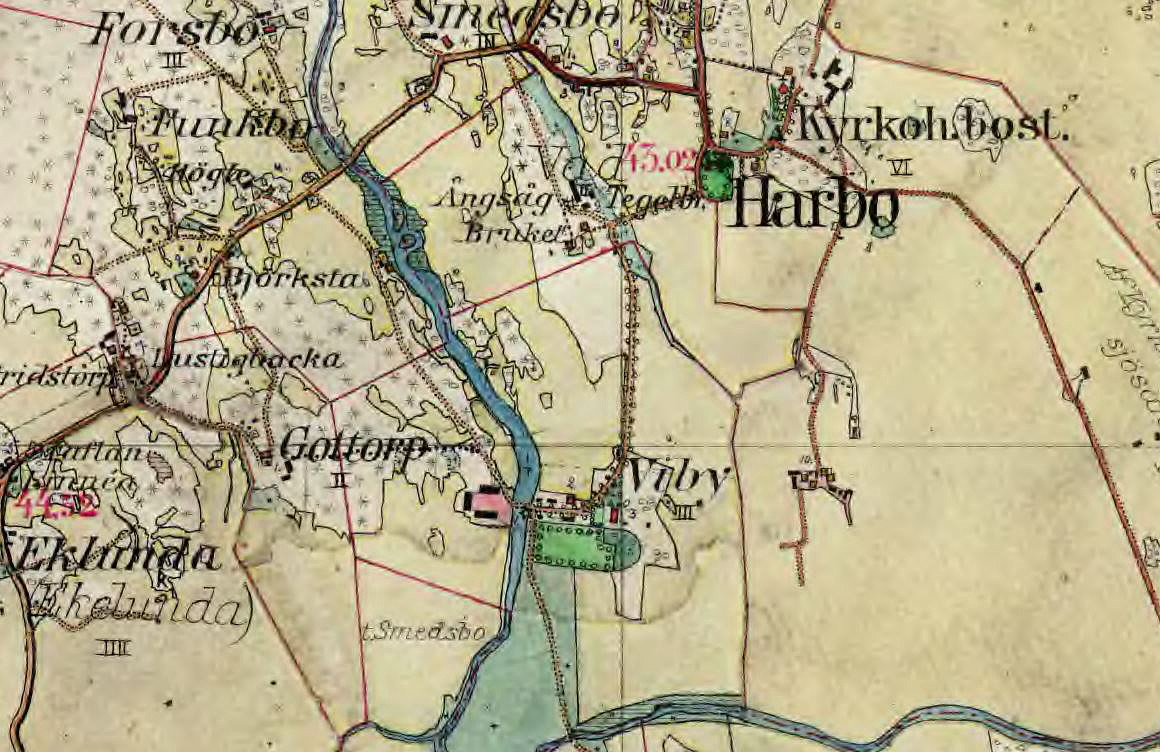
Harbo kyrka och Viby säteri med omgivning på 1860-talet.

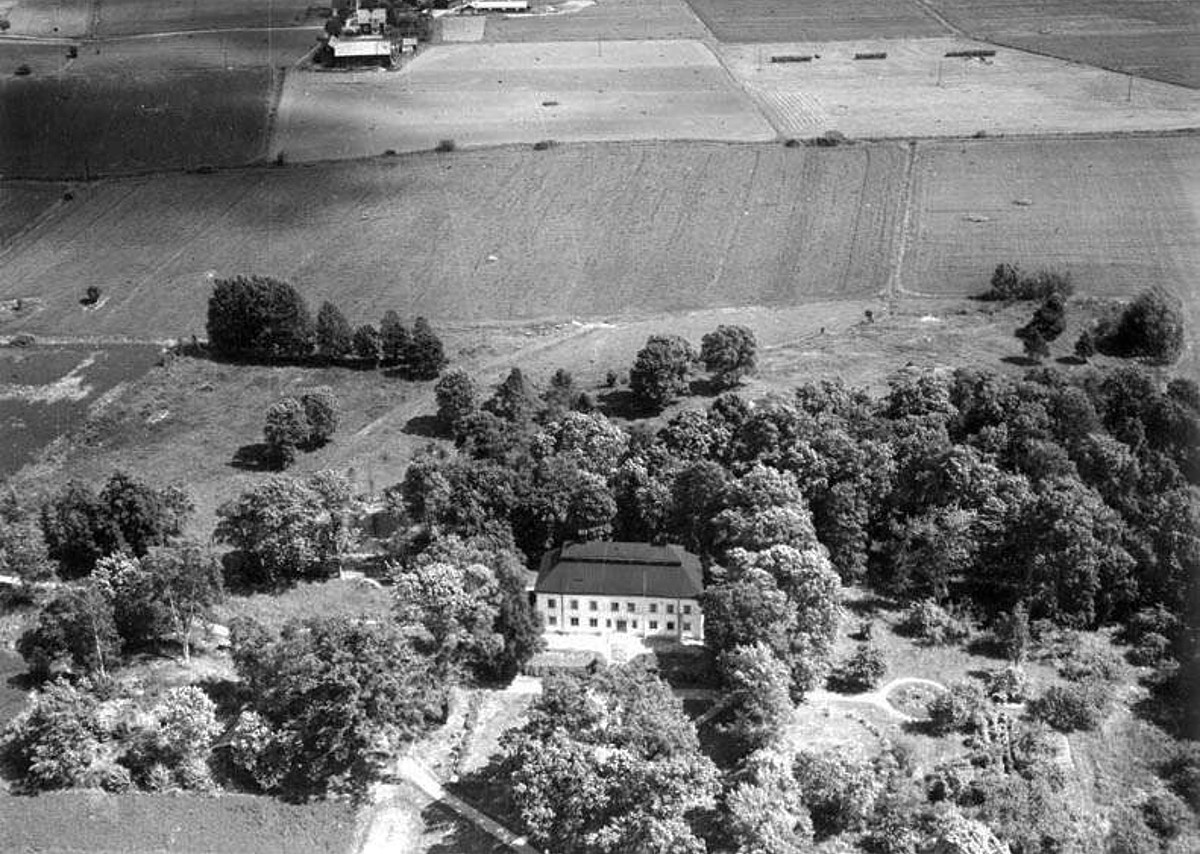
Viby säteri, flygfotografi från 1952.

Gården omtalas första gången 1346, men gården har forntida anor och söder om säteribyggnaden finns på flera ställen rester efter ett delvis förstört gravfält. Förleden Vi- betyder plats för en forntida kultplats. 
Viby säteri tillbyttes 1346 av Magnus Gislesson (Sparre av Aspnäs) av Magnus Mattiasson Griis. 1362 ägde Karl Ulfsson (Ulfåsaätten) gården. Dess historia är därefter höljd i dunkel, men 1526 tillhörde Viby med alla underliggande gårdar Kristina Nilsdotter (Gyllenstierna), och tillhörde de gårdar hon ärvt av sin man Sten Sture den yngre. Det ärvdes av Svante Stensson Sture. Efter att han mördats av Erik XIV 1567 ärvdes gården av Sigrid Sture, gift med riksrådet Ture Pedersson Bielke, död 1577, och därefter av deras son, Svante Turesson Bielke. Under hans tid uppbyggdes en masugn och en hammarsmedja i ån. 
Enligt uppgift lär Viby ha inrättats till säteri 1603. Åtminstone tidvis från 1620-talet verkar ägarna ha bott på Viby. Svante Turesson Bielke avled 1609, och därefter gick gården i arv till sonen Sten Svantesson Bielke, som avled barnlös 1638, och därefter till hans systers barn Elsa Beata och Nils Brahe. Elsa Beata gifte sig 1648 med Erik Oxenstierna, som avled 1656, och gifte därefter om sig 1661 med Adolf Johan av Pfalz-Zweibrücken. Efter dessas död 1689 gick gården i arv till äldste sonen Adolf Johan, som dog 1701. Systrarna sålde 1703-04 sina andelar i säteriet till yngre brodern Gustaf Samuel Leopold. Han drogs med svåra skulder och tvingades pantsätta Viby, som därefter förvaltades av Riksens ständers bank. 
År 1728 köpte Anders Nordenflycht säteriet. Hans barn hade dock redan från 1720 vistats här under delar av åren. År 1731 flyttade familjen slutligen hit, och med dem deras 13-åriga dotter Hedvig Charlotta Nordenflycht. Troligen var säteriet i mycket dåligt skick, och behövde iståndsättas innan det kunde bli en värdig bostad. Säteribyggnaden sägs i senare synesprotokoll vara uppbyggd av Anders Nordenflycht. Dock har byggnaden senare genomgått flera förändringar. 1750-talets säteribyggnad hade ingen lanterninvåning, och var troligen bara i ett plan. Däremot fanns då två flyglar till den nuvarande byggningen. Anders Nordenflycht startade ånyo upp bruket (se Viby bruk), som vid den här tiden sedan länge var ödelagt. Han anlade två spikhammare, och flera kniphammar och hade en rik tillverkning av alla slags smidesredskap: lieblad, plogbillar, yxor m.m. Dessutom anlades ett tegelbruk. Nordenflycht hade också för avsikt att inrätta ett regelrätt manufaktori här med en vid produktion av föremål – oklart vad som kom till stånd. Postelynsmakare, Stols och andra snickare, sadelmakare, korgmakare var bland de yrkeskategorier som fanns här. 1737 avled Anders Nordenflycht. 
Sonen, Anders den yngre, uppfattades som en tämligen oansvarig person, som skall ha trivts bättre med spel och nöjen än med förvaltande av sina gods. År 1741 såldes Viby vidare till Lorentz Jacob Alderstedt, som 1748 tvingades inteckna gården hos Riksens ständers bank. 1751 köpte fru Johanna Magareta Djurklou gården. 1755 gav hon gården till sin svärson Erik Cederborgh. Han lät döma ut större delen av bruket, som visade sig inte kunna bära sig på grund av vattenbrist. 1778 dog Erik Cederborgh och lämnade då över säteriet till sin Adolph Ulrik Cederborgh, som 1785 drunknade i Harboån. Hans änka gifte 1786 om sig med grosshandlaren Johan Peter Lönnborg, som även han drunknade i ån 1799. Dottern Anna Maria Cederborg gifte sig med brukspatron på Molnebo bruk Markus Wester. 1843 säljer släkten Wester Viby. Därefter bytte Viby ägare ett flertal gånger under kort tid. 1847 köptes godset av advokatfiskal G F Hörstadius, som ägde det fram till 1898. Större delen av tiden var det utarrenderat till Emanuel Kastengren. Under slutet av 1800-talet drevs ett tegelbruk vid godset. 1898 köptes Viby av Gustav Asplund. Han avstyckade i början av 1900-talet större delen av Viby säteris ägor och såldes av. Tidigare ägde Viby närmare 25 procent av alla gårdar i Harbo.